# Ratpenat cuallarg d'orelletes
El ratpenat cuallarg d'orelletes (Mops major) és una espècie de ratpenat de la família dels molòssids.

## Distribució i hàbitat
Es tracta d'una espècie africana, distribuïda per Mali, Burkina Faso, Ghana, Togo, Nigèria, el Níger, el Sudan, el nord-est del Zaire, Uganda i Tanzània.
Habita la sabana.